# Associação Atlética Tiradentes
A Associação Atlética Tiradentes é um clube brasileiro de futebol, sediado na cidade de Vigia. Suas cores são: amarelo e azul, e seu mascote é um tigre.

## História
Fundada em 21 de abril de 1973, por integrantes da Polícia militar do estado do Pará, disputou o Campeonato Brasileiro da Série C em 2001, e em 2006 conquistou o título de campeão da Segunda Divisão do Campeonato Paraense.
Em 2022 o clube mudou sua sede para a cidade de Vigia, contando com o apoio do poder público local e mandando seus jogos no Estádio Agostinho Luzeiro Silva. O Tigre do Norte também possui um departamento de futebol feminino, que disputa o Campeonato Paraense de Futebol Feminino.

## Títulos

### Estaduais
| Estaduais | Estaduais                      | Estaduais | Estaduais  |
|           | Competição                     | Títulos   | Temporadas |
|           | Campeonato Paraense - Série B1 | 1         | 2006       |
| --------- | ------------------------------ | --------- | ---------- |

## Estatísticas

### Participações
|  | Participações em 2024 |

| Competição | Competição          | Temporadas | Melhor campanha     | Estreia | Última | P | R |
| Pará       | Campeonato Paraense | 33 [F1]    | 3º colocado (2001)  | 1974    | 2009   |   | 3 |
| Pará       | Série B1            | 17         | Campeão (2006)      | 2004    | 2023   | 2 | 1 |
| Pará       | Série B2            | 1          | 4º colocado (2024)  | 2024    | 2024   | – |   |
| Brasil     | Série C             | 1          | 32º colocado (2001) | 2001    | 2001   | – | – |

- ^  F1. Contando com as participações na taça ACLEP.